# Empeliculados
Todas para uno es una película cómica colombiana de 2017 dirigida y escrita por Diego Bustamante y protagonizada por Alejandro Riaño, Alejandro Aguilar, Kimberly Reyes, Paula Castaño y John Alex Castillo.

## Sinopsis
Jorge es un arruinado director de cine y Andrés es un actor muy poco popular. Ambos llevan mucho tiempo tratando de producir su propia película, pero no han podido contar ni con el apoyo requerido ni con la suerte necesaria. Por arte de magia aparece un inversionista que les promete apoyarles en su proyecto, pero los planes se ven truncados cuando este sujeto resulta ser un estafador. Por pura vergüenza, Jorge y Andrés deciden ocultar la verdad a sus compañeros de proyecto y deciden hacer mil locuras para conseguir el dinero que termine financiando la tan esperada película.

## Reparto
- Alejandro Riaño es Andrés.
- Alejandro Aguilar es Jorge.
- Kimberly Reyes es Juliana.
- Paula Castaño es Isabel.
- John Alex Castillo es Pedro.
- Diego Sáenz es Sebastián.